# Новогрудско войводство (Жечпосполита)
Новогрудското войводство (на полски: Województwo nowogródzkie, на латински: Palatinatus Novogrodensis) е административно-териториална единица в състава на Великото литовско княжество и Жечпосполита. Административен център е град Новогрудек.
Войводството е организирано около 1500 година. Административно е разделено на три повята – Новогрудски, Волковиски и Слонимски, както и Слуцкото княжество. В Сейма на Жечпосполита е представено от двама сенатори (войводата и кастелана) и шестима депутати.
В резултат на втората подялба на Жечпосполита (1793) източната част на войводство с градовете Столпце, Нешвеж, Клецк и Слуцк е анексирана от Руската империя. При третата подялба на Жечпосполита (1795) и останалата му територия е анексирана от Русия.